# Des chevaux et des hommes (bande dessinée)
Des chevaux et des hommes est une série de bande dessinée humoristique de western, dont l'auteur est Gérald Forton qui est parue dans Le Journal de Tintin à la fin des années 1970. Les héros sont des cow-boys plutôt rustres qui prennent plus de soin des animaux (les chevaux, en particulier) que des hommes.

## Humour de la série
Un des axes de l'humour de la série concerne l'utilisation de dialogues décalés.
Par exemple, un cow-boy s'adresse à un hôtelier :
- Vous me donnerez une chambre et un bain,
- Pour la chambre, d'accord, mais le bain, pas question !
Un autre exemple de dialogue :
- Mon oncle connaissait la date de sa mort 3 mois avant
- C'est un voyant qui lui a dit ?
- Non, un juge !

## Personnages
- Slim, un jeune cow-boy, c'est le héros de la série
- Latigo, un cow-boy qui aime bien l'alcool, c'est le personnage principal de l'histoire intitulée l'héritage
- La série présente souvent de jolies jeunes femmes, les cow-boys semblent insensibles à leurs charmes

## Épisodes

### Dans l'édition belge du Journal de Tintin
- Gag d'une planche dans les no 45 et 48 de l'année 1976
- Gag d'une planche dans les no 7, 10, 14, 21, 24, 46 et 52 de l'année 1977
- L'héritage, histoire de 10 planches dans le no 32 de l'année 1977
- Gag d'une planche dans les no 1, 15 et 46 de l'année 1978

### Dans l'édition française du Journal de Tintin
- L'héritage, histoire de 10 planches parue dans les no 132 et 133 (1978)
- Gag d'une planche dans le no 146 (1978)
- Gag d'une planche dans le no 160 (1978)
- Gag d'une planche dans le no 197 (1979)

## Éditions
La série est rééditée en ligne sur Internet par le Coffre à BD.